# رشدي خليل
رشدي خليل (بالإنجليزية: Roshdi Khalil)‏ عالم رياضيات، وأستاذ جامعي في قسم الرياضيات، الجامعة الأردنية. باحث في مجالات الرياضيات التطبيقية، والتحليل الوظيفي التطبيقي، وهندسة فضاء باناخ والتحليل التوافقي. نشر أكثر من 83 بحثًا في سعيه لحل مسائل معقدة في مجالات تخصصه، حتى تمكن هو وفريقه البحثي المكون من الدكتور مأمون أبو حماد، والدكتور وسيم الشنطي والدكتور عبد الرحمن يوسف في عام 2024 من حل مسألة رياضية تُعد من أشهر المسائل المفتوحة في العالم منذ عام 1948.

## الجوائز
حصد رشدي خليل خلال مسيرته المهنية والدراسية الجوائز التالية:
- جائزة جامعة الكويت للطلبة المتفوقين أعوام 1971، 1972، 1973.
- جائزة جامعة مكغيل لطلبة الدراسات العليا المتميزين 1976.
- جائزة عبد الحميد شومان لعلماء الرياضيات العرب الشباب 1988.
- جائزة منظمة العالم الإسلامي للعلوم 1997.

## مؤلفاته
- ديوان شعر المشكاة.[5]